# Војислав Деспотов
Војислав Деспотов (Зрењанин, 3. новембар 1950 — Београд, 19. јануар 2000) био је српски песник.

## Биографија
Живео је и радио у Новом Саду.
Студирао је у Београду и Новом Саду. Био је уредник драмског програма у Радио Новом Саду. Као неоавангардни уметник писао је визуалну и конкретну поезију, као и поезију са примесама андерграунд и бит културе.
Објавио је више од двадесет радио-драма. Објавио је и двадесетак књига превода са енглеског, немачког и словеначког језика (Керуак, Бароуз, Ферлингети, Деблин, Хесе, Брехт, Крец, Кермануер, Загоричник, Ханжек, Огоревц)
Био је власник и уредник првог југословенског приватног часописа за књижевност HEY JOE.
Снимљен је и документарно-играни филм „Петровградска прашина“, 2002. године, режија Душан Торбица, продукција ТВ Нови Сад.
У Новом Саду се додељује Награда Војислав Деспотов за најбоља дела прозе и поезије у више категорија.
У Зрењанину су му објављена сабрана дела. Превођен је на више језика. Добио неколико књижевних награда за поезију и за роман.

## Дела
- Прво тј. Песмина Слика Речи, Поезија, 1972, Улазница, Зрењанин;
- Дњижепта Бибил Зизра Ухунт, Стрип, 1976, Шкуц, Љубљана;
- Тренинг поезије, Поезија, 1977, Стражилово, Нови Сад;
- Перач сапуна, Поезија, 1979, Матица Српска, Нови Сад;
- Врућ пас, Есеји, 1985, Матица Српска, Нови Сад;
- Пада дубок снег, Поезија, 1986, Нолит, Београд;
- Мртво мишљење, Роман, 1988, Књижевна Заједница Новог Сада, Нови Сад;
- Прљави снови, Поезија, 1989, Матица Српска, Нови Сад;
- Петровградска прашина, Роман За Децу, 1990, Дневник, Нови Сад;
- Весели пакао европоезије, Поезија, 1990, Укцг, Титоград (подгорица);
- Неочекиван човек, Есеји У Стиховима, 1991, Стражилово, Нови Сад;
- Деспотов-воларич, Избор Из Поезије, На Словеначком, 1992, Луми, Љубљана;
- Десет дека душе, Поезија, 1994, Светови, Нови Сад;
- Весели пакао поезије, Изабране Песме, 1996, Културни Ентар Новог Сада, Нови Сад;
- Јесен сваког Дрвета, Роман, 1997, Стубови Културе, Београд;
- Европа број 2, 1998. Роман, Стубови Културе, Београд;
- Дрводеља Из Набисала, Стубови Културе, Београд.